# Alexandru Ciurcu
Alexandru N. Ciurcu (n. 29 ianuarie 1854, Șercaia, Comitatul Făgăraș – d. 22 ianuarie 1922, București) a fost un inventator și publicist român, care a experimentat principiul motorului cu reacție.

## Origine
Alexandru Ciurcu s-a născut la data de 29 ianuarie 1854 în Șercaia din comitatul Făgăraș (în actualul județ Brașov), tatăl său fiind Neculai Ciurcu, participant la Revoluția de la 1848 din Transilvania, iar mama: Polixenia.
A fost căsătorit cu Speranța (născută Chirilov/Kirilov), dar aceasta a murit la numai 21 de ani, imediat după ce familia a fost expulzată din țară (1886). De la aceasta îi rămâne însă o fiică, botezată Adela, în memoria surorii sale decedate. Ulterior s-a căsătorit cu Julietta Ecaterina.
Unul dintre verii săi a fost medicul Sterie N. Ciurcu, ce și-a făcut doctoratul în 1877 la Viena și care și-a desfășurat activitatea la Viena începând cu 1886. Militant recunoscut pentru cauza națională a românilor din imperiu și editor al unor reviste românești, a fost întemnițat de autoritățile habsburgice în 1916, la intrarea României în război, și a murit în închisoare. A fost decorat cu Ordinul „Coroana României”.

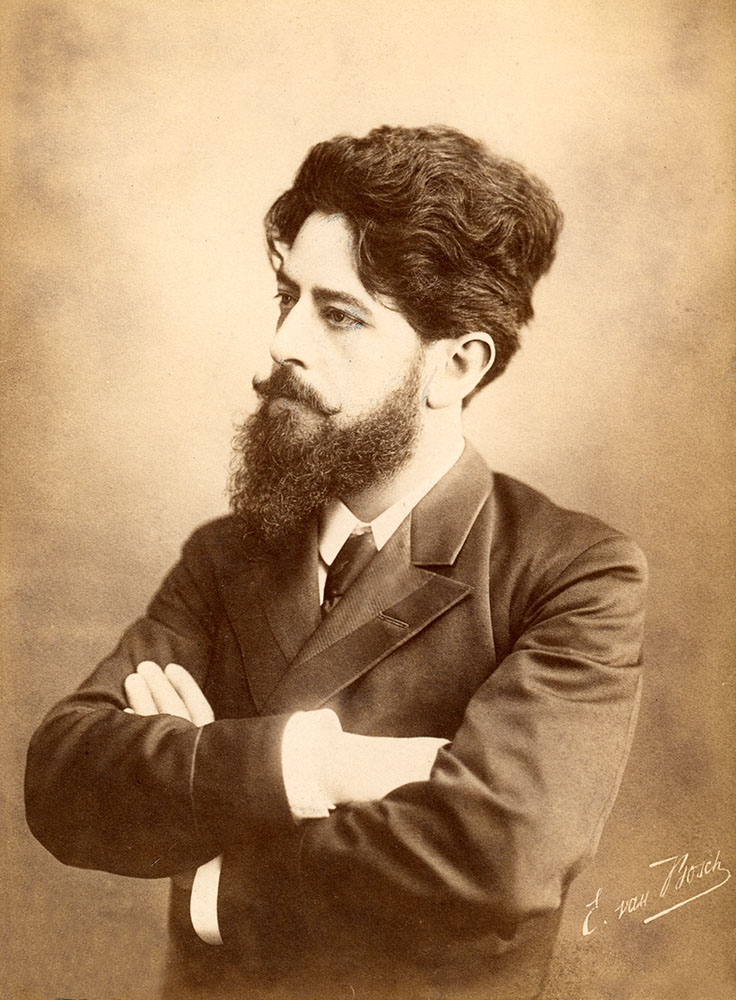
Alexandru Ciurcu, fotografie de sec. XIX, tip cabinet.

## Studii
Alexandru Ciurcu a urmat liceul la Brașov, luând bacalaureatul în anul 1872. A urmat la Universitatea din Viena studii de drept, între anii 1873 - 1876. În paralel, Alexandru Ciurcu a urmat și cursuri tehnice.

## Jurnalist

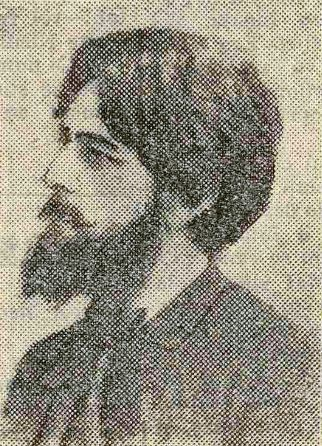
Alexandru Ciurcu

După terminarea studiilor, în anul 1876, Alexandru Ciurcu s-a stabilit la București, unde a lucrat ca jurnalist, cunoscându-i pe Mihai Eminescu și pe Ion Luca Caragiale. A întemeiat împreună cu Émile Galli ziarul de limbă franceză, L'Orient, care, ulterior, a devenit cunoscutul L'Indépendence Roumaine, unde făcea propagandă în favoarea României în cercurile străine de cititori. Pe câmpurile de luptă ale Războiului de Independență din 1877 - 1878, Alexandru Ciurcu era corespondent de război, când face cunoștință și se împrietenește cu Nicolae Grigorescu.
Se împrietenește cu ziaristul francez Just Buisson, corespondent la București al agenției franceze de presă „Havas”. În anul 1882, Alexandru Ciurcu, împreună cu Just Buisson, concepe, într-o primă variantă, proiectul unui original motor cu reacție, dar în 1885 este expulzat din România de guvernul condus de Ion C. Brătianu, datorită criticilor sistematice la care ziaristul supunea guvernul liberal: în multe articole Ciurcu milita în favoarea emancipării politice și naționale a românilor transilvăneni.
S-a stabilit la Paris, în localitatea Asnières, cu sprijinul prietenului său, ziaristul Just Buisson (1843-1886). Pe lângă profesia comună de ziariști, cei doi prieteni împărtășeau și o pasiune comună pentru tehnică. Împreună cu Just Buisson a studiat propulsia aeronavelor mai ușoare decât aerul (dirijabile), precum și a motoarelor rachetă.
Alte publicații fondate de Alexandru Ciurcu: La Bourse, Anuarul României, Le Bossu, Cimpoiul.

## Primul motor cu reacție

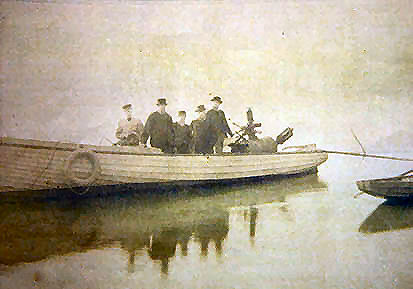
Ambarcațiunea lui Alexandru Ciurcu și Just Boisson înainte de experimentul de la 13 august 1886. Alexandru Ciurcu este a doua persoană de la dreapta spre stânga.

La expoziția aviatică de la Paris din 1881 fusese prezentat un aerostat propulsat cu ajutorul unui motor electric. Alexandru Ciurcu și Just Buisson propun ca în locul motorului electric să se utilizeze un motor cu reacție și chiar obțin un prim brevet din Franța prin care se prevede posibilitatea zborului cu reacție. Pentru a demonstra viabilitatea propunerii lor, cei doi prieteni au proiectat și construit un motor bazat pe forța de propulsie generată de combustia unor gaze într-o cameră de combustie de mici proporții. Motorul consta dintr-un recipient de 2 litri, care avea un orificiu cu diametrul de 3 mm. Prin combustia gazelor presiunea din interiorul recipientului se ridica la 10 – 15 atmosfere.
Alexandru Ciurcu a încercat să-i intereseze pe experții Ministerului de Război al Franței cu privire la noua tehnologie. La data de 13 august 1886, cei doi inventatori au experimentat motorul lor pentru prima oară în public montându-l pe o barcă și navigând pe Sena în contra curentului. Un grup de experți ai acestui minister au participat la această primă experiență a motorului. Această experiență este considerată a fi prima dată când o ambarcațiune a fost propulsată de un motor cu reacție.

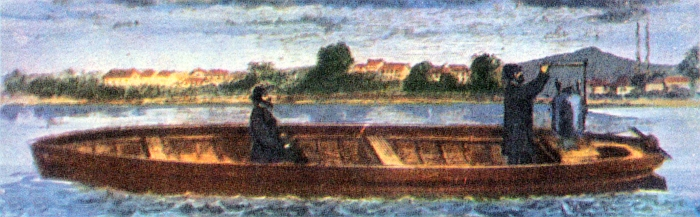
Ilustrație a experimentului din 13 august 1886 a ambarcațiunii lui Alexandru Ciurcu și Just Buisson (după revista La Nature, 1887).

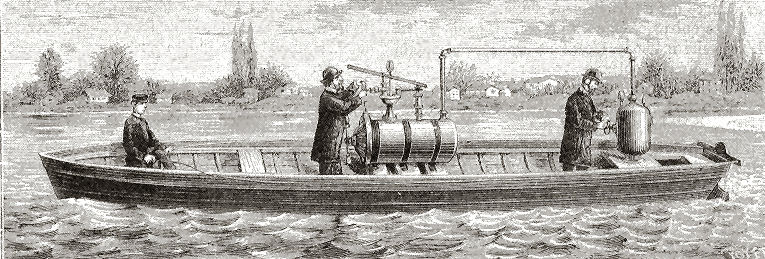
Gravură reprezentând cel de-al doilea experiment al lui Ciurcu și Buisson, efectuat la 16 decembrie 1886. Comparația cu ilustrația anterioară arată modul în care se dezvoltase instalația de propulsare cu reacție în intervalul dintre cele două experimente (după revista La Nature, 1887).

Un articol din revista La Nature prezintă descrierea experimentului de către Gustave Maurouard, directorul Fabricii de praf de pușcă de la Sevran-Livry, care asista din partea Ministerului de Război la experiență:
„Imaginați-vă o rachetă pentru artificii montată orizontal, la spatele unui vehicul, de exemplu al unei ambarcațiuni sau sub nacela unui balon, astfel încât gazul produs prin arderea puternică, dar lentă a încărcăturii de praf exploziv să poată scăpa liber în atmosferă la spatele vehiculului. Imaginați-vă acum că această rachetă este montată în interiorul țevii unui tun, îndreptat și el spre spatele vehiculului. În momentul aprinderii rachetei, gazul va fi evacuat cu forță prin gura tunului. Aceasta va produce o reacție în interior și un recul al tunului în direcție opusă celei în care gazele sunt evacuate în partea din spate.
Dacă, de exemplu, tunul ar fi montat pe o ambarcațiune, forța de recul ar fi transmisă ambarcațiunii, determinând avansarea acesteia, datorită exclusiv forței jetului format de gazul evacuat. Ambarcațiunea înaintează fără a utiliza nici elice, nici roți cu zbaturi, nici vâsle. Singura diferență este că, în locul tunului, inventatorii au utilizat un cilindru în interiorul căruia ard un amestec combustibil brevetat pe care l-au creat și care poate arde într-un spațiu închis, producând o cantitate mare de gaz, fără a lăsa reziduuri solide. Cilindrul are un mic orificiu, îndreptat spre partea din spate a vehiculului, având rolul de a controla gazele evacuate din cilindru.
Deschiderea orificiului poate fi modificată în timpul funcționării printr-o vană fluture reglabilă manual, astfel încât să micșoreze sau să mărească deschiderea prin care sunt evacuate gazele. Forța gazelor evacuate produce un zgomot mare și ambarcațiunea se mișcă continuu în sens opus celui în care sunt evacuate gazele.
Dispozitivul este de fapt o rachetă care zboară și care antrenează obiectul de care este atașată. Inventatorii au reușit să înainteze pe Sena împotriva curentului pentru o durată de 12 – 15 minute. ”— Gustave Maurouard, La Nature, 1887.
Inventatorii și-au brevetat invenția, obținând brevetul francez cu nr. 179001/12 octombrie 1886 pentru Ambarcațiune cu reacție – Motor cu reacție. Ulterior invenția a fost brevetată și în Germania (Nr. 39964/1886), Regatul Unit (Nr. 8182/1887), Belgia (Nr. 77755/1887), Italia (Nr. 21863/1887) și S.U.A. (1888).

## Continuarea experimentelor

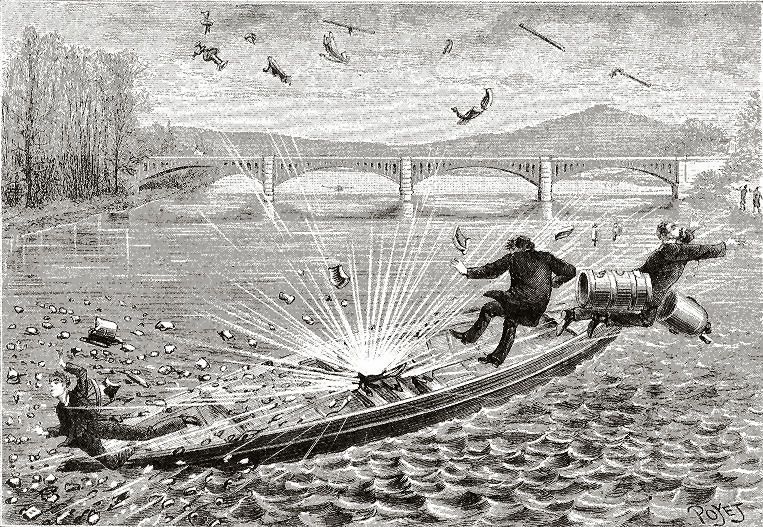
Reprezentare a exploziei motorului cu reacție realizat de Alexandru Ciurcu și Just Buisson, la 16 decembrie 1886
După revista La Nature, 1887

Alexandru Ciurcu și Just Buisson au construit un al doilea motor mai puternic, cu un recipient mai mare, care urma să mărească presiunea din interiorul cilindrului și viteza de ieșire a gazelor. Experimentarea acestei noi mașini, la data de 16 decembrie 1886, s-a terminat printr-un dezastru: mașina a explodat omorându-i pe Just Boisson și pe un asistent al inventatorilor, care se afla la cârma ambarcațiunii, iar ambarcațiunea s-a scufundat. Alexandru Ciurcu, care a reușit să scape înotând până la mal, a fost acuzat de ucidere din culpă, dar a fost achitat. Marele public nu a considerat că accidentul se datora faptului că cei doi inventatori se jucau cu explozivi puternici. Ciurcu a avut dificultăți în a explica faptul că motorul se baza pe un principiu fizic complet diferit, cel al forței de reacțiune provocate de un jet de gaze, nu al unei forțe provocate de o explozie.
Gaston Tissandier, editorul revistei La Nature, care era și el inventator, l-a încurajat pe Ciurcu să-și continue experimentările. Tissandier dovedea o înțelegere pentru Ciurcu, deoarece avusese și el un accident în timpul unui experiment științific. În anul 1875, el efectuase un zbor cu un balon ajungând la altitudinea record pentru acele vremuri de 8.500 m. Cei doi coechipieri ai săi, Joseph Crocé-Spinelli și Théodore Sivel au murit din cauza presiunii scăzute a aerului; Tissandier supraviețuise, dar își pierduse auzul. El aflase astfel că progresul științific poate uneori fi plătit cu viața cercetătorilor.
Alexandru Ciurcu s-a asociat cu Emil Sarrau și Paul Vieille, inventatorul prafului de pușcă alb. De data aceasta au montat aparatul pe o drezină de cale ferată. Experiența, efectuată în anul 1888 pe sectorul de cale ferată Sevran-Livry (lângă Paris) a fost reușită. Eliminând posibilitatea de a utiliza abur sub înaltă presiune sau aer comprimat, inventatorii s-au concentrat asupra utilizării unui amestec exploziv cu ardere lentă pentru a produce presiunea. Camerele de combustie utilizate erau executate din bronz.
Totuși ideile inventatorilor erau prea avansate pentru posibilitățile tehnologice ale vremurilor: inventatorii căutau să utilizeze tehnologia mașinilor cu aburi pentru a aplica principiile motoarelor cu reacție. Greutatea motoarelor este probabil elementul care a determinat oprirea experiențelor. În plus, pericolul de explozie nu putea fi eliminat. A fost nevoie de jumătate de secol până la realizarea în anul 1943 a primelor motoare cu reacție utilizabile în mod practic.
În anul 1889, la Paris, a organizat primul pavilion românesc în cadrul unei expoziții universale, la Expoziția Universală de la Paris.

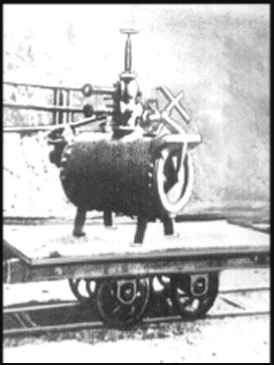
Instalația lui Alexandru Ciurcu montată pe o drezină de cale ferată la Sevran-Livry

## Din nou jurnalist
În anul 1890, Alexandru Ciurcu a părăsit Parisul și s-a întors la București. Aici și-a reluat fosta profesie, fiind numit director al ziarului Timpul (1890-1900). El și-a continuat activitatea publicistică și mai târziu, lucrând pentru diferite ziare. A deținut funcția de președinte al Sindicatului ziariștilor. De tehnică nu s-a mai ocupat niciodată.

## Cinstirea lui Alexandru Ciurcu
- A existat în secolul al XX-lea în București o stradă numită Alexandru Ciurcu[10] situată în Sectorul 3 al Capitalei.[11] Această stradă actual nu mai există.[12]
- Strada cu codul poștal 500170 din Brașov poartă numele Alexandru Ciurcu.[13]